# Ribulosa-5-fosfat
La ribulosa-5-fosfat és una molècula de ribulosa fosforilada en el carboni 5. Aquest compost químic és un dels productes finals en la ruta de les pentoses fosfat, així com un intermediari del cicle de Calvin. La seva síntesi és catalitzada per l'enzim fosfogluconat deshidrogenasa a partir de 6-fosfogluconat. També actua com substrat químic tant de la fosfopentosa isomerasa com de la fosfopentosa epimerasa.